# Maison au 5, rue de la Cure à Altkirch
La maison au 5, rue de la Cure est un monument historique situé à Altkirch, dans le département français du Haut-Rhin.

## Localisation
Ce bâtiment est situé au 5, rue de la Cure à Altkirch.

## Historique
L'édifice fait l'objet d'une inscription au titre des monuments historiques depuis 1937.